# Eupromerella orbifera
Eupromerella orbifera är en skalbaggsart som först beskrevs av Aurivillius 1909.  Eupromerella orbifera ingår i släktet Eupromerella och familjen långhorningar. Inga underarter finns listade i Catalogue of Life.